# Суйонг
Че Суйонг (на корейски: 최수영; Коригирана романизация на корейския език: Choi Soo-young) е южнокорейска певица, актриса, танцьор и текстописец. Кариерата на Суйонг започва през 2002 в Япония, когато се присъединява към дуото Route θ, което се разпада година по-късно. След като се връща в Корея, подписва с Ес Ем и през 2007 дебютира като член на Гърлс Дженерейшън, една от най-продаваните южнокорейски групи. Суйонг е текстописец на групата, а през 2016 пише „What Do I Do“, част от дебютния солов албум на Тифани. През 2012 играе първата си главна роля в сериала „Третата болница“, а през следващите години продължава кариета си на актриса с драмите „Агенция за срещи Сирано“, „Пролетта в моя живот“ и „Екип за събиране на 38-ия доход“.

## Биография

### 1990 – 2007: Ранен живот и начало на кариерата
Че Суйонг е родена в град Куанджу, провинция Кьонги-до на 10 февруари, 1990. Нейна по-голяма сестра е Че Су-джин, театрална актриса. Суйонг е първоначално открита от Ес Ем, когато се явява на кастинг. През 2002 печели състезание между Корея и Япония за набиране на идоли и дебютира в дуото Route θ. Групата се разпада през 2003 след като издава три сингъл албума. Суйонг се връща в Ес Ем и през 2007 дебютира като член на Гърлс Дженерейшън. Групата добива популярност с издаването на сингъла „Gee“ през 2009. В интерю, споделя, че преди да дебютира като певица се е явявала на повече от 70 прослушвания за актриса. 

### 2008– актьорска кариера и текстописане
Актьорската кариера на Суйонг започва през 2008 с поддържащи роли в ситкома „Неудържимия брак“ и филма „Здравей, ученичке“ и продължава в сериалите „Oh! My Lady“, „Райско ранчо“ и „Честта на кавалера“. По същото време записва няколко песни. Първата е „KKok“, дует с Куон Юри към саундтрака на сериала „Работеща майка“, а другата е „Feeling Only You“, която е колаборация с Тифани и дуото The Blue. През 2011 пише текста на „How Great is Your Love“, част от третия студиен албум „The Boys“ на Гърлс Дженерейшън, през 2013 „Baby Maybe“, част от „I Got A Boy“, през 2016 написва текстовете на „What Do I Do“, част от дебютния албум на Тифани „I Just Wanna Dance“ и „Sailing (0805)“, която е подарък за феновете по случай девет години от дебюта на SNSD.
През септември 2012, заема първата си главна роля в сериала „Третата болница“. Суйонг играе ролята на цигулар, който си пада по двамата главни герои. Тя е похвалена както от О Джи-хо и Ким Сънг-у, така и от публиката за високото ниво на актьорската си игра. През май следваща година играе в сериала „Агенция за срещи Сирано“, по филма от 2010 със същото заглавие. В сериала играе Гонг Мин-йонг, служител на агенцията, който помага на хората да намерият любовта си. Пак Чу-йон от престижния вестник „Hankook Ilbo“ отбелязва в статия доброто представяне на героинята ѝ и че отсъства преиграване, което може да се види при много новобранци.
През септември 2014, Суйонг играе И Бом в сериала „Пролетта в моя живот“. Героинята на сериала е неизлечимо болна, която претърпява трансплантация на сърце, след което среща съпруга на донора, вдовец с две деца. Ролята в сериала е пробив за Суйонг, по време на драма наградите на MBC през 2014 е отличена в категорията „най-добра актриса в минисериал“, а през 2015 на Корейските драма награди печели статуетката за „най-добра актриса“. Също така записва песента „Wind Flower“, част от саундтрака на сериала. През 2015 играе главната женска роля в специалната драма „Perfect Sense“, която е посветена на обществено разбиране на идвалидите. Суйонг играе ролята на Аньон, учителка с увредено зрение.
През юни 2016 играе в „Екип за събиране на 38-доход“, заедно с Ма Донг-сок и Со Ин-гук. Че играе ролята на Чон Сънг-хи – държавен служител, който работи в офиса за събиране на данъци. През 2017 се очаква да излезе медицинския сериал „Polyclinic Doctor“, със Суйонг в главната роля. През март 2017 става водещ на деветия сезон на Saturday Night Live Korea. През април телевизиите MBC и JTBC потвърждават, че Суйонг ще играе главните роли в техни продукции, съответно „Man Who Sets the Table“ и „A Person You Could Know“.

## Личен живот
От 2015 година, Суйонг ежегодно организира благотворителен търг на име „Лъчезарният ефект“ („Beaming Effect“), с цел подпомаганането на намиране на лек за ретинитис пигментоза, заболяване от което страда баща ѝ.
През 2009 завършва гимназията „Чонгшин“. Впоследствие записва филми в университета Чонган завършвайки през февруари 2016. На церемонията по връчване на дипломите, заедно с Юри, която също посещава университета са отличени с награда за цялостно творчество.
През 2014, Суйонг и актьорът Чонг Кьонг-хо потвърждават, че имат връзка от една година.

## Дискография
| Заглавие на песен                    | Година | Допълнителна информация                      |
| ------------------------------------ | ------ | -------------------------------------------- |
| Start                                | 2002   | Като част от Route θ                         |
| Kimi Ni Ae Ta Kara (君に会えたから…) | 2002   | Като част от Route θ                         |
| Waku Waku It's Love (ワクワク)       | 2002   | Като част от Route θ                         |
| Go Go Happy (明日はあしたの風が吹く) | 2002   | Като част от Route θ                         |
| Painting                             | 2003   | Като част от Route θ                         |
| Onna No Ko Magic (女の子マジック)    | 2003   | Като част от Route θ                         |
| I Am (корейска версия)               | 2005   | Към мангата „Inuyasha“                       |
| KKok (꼭)                            | 2008   | Дует с Куон Юри към драмата „Работеща майка“ |
| Feeling Only You (너만을 느끼며)     | 2009   | Дует с Тифани и The Blue                     |
| Wind Flower (바람꽃)                 | 2014   | към драмата „Пролетта в моя живот“           |

## Филмография

### Филми
| Година | Заглавие                                              | Роля         |
| ------ | ----------------------------------------------------- | ------------ |
| 2008   | „Здравей, ученичке“ („Hello, Schoolgirl“)             | Чонг Да-чонг |
| 2012   | „I AM“ (биографичен филм за Ес Ем Таун)               | себе си      |
| 2015   | „SM Town the Stage“ (документален филм за Ес Ем Таун) | себе си      |

### Сериали
| Година      | Заглавие                                                       | Роля                |
| ----------- | -------------------------------------------------------------- | ------------------- |
| 2007 – 2008 | „Неудържимия брак“ („Unstoppable Marriage“)                    | Суйонг              |
| 2010        | Oh My Lady!                                                    | себе си (гост)      |
| 2011        | „Райско ранчо“ (Paradise Ranch)                                | госпожица Со (гост) |
| 2012        | „Честта на кавалера“ (A Gentleman's Dignity)                   | себе си (гост)      |
| 2012        | „Третата болница“ („The Third Hospital“)                       | У Джин              |
| 2013        | „Агенция за срещи Сирано“ („Dating Agency: Cyrano“)            | Гонг Мин-йонг       |
| 2014        | „Пролетта в моя живот“ („My Spring Days“)                      | И Бом-и             |
| 2016        | „Идеално чувство“ („Perfect Sense“)                            | Ън Со               |
| 2016        | „Екип за събиране на 38-ия доход“ (38 Revenue Collection Unit) | Чон Сънг-хи         |
| 2017        | „Polyclinic Doctor“                                            |                     |
| 2017        | „A Person You Could Know“                                      |                     |
| 2017        | „A Man Who Sets the Table“                                     |                     |

## Награди и номинации
| Година | Категория                | Награда                          | Работа                     | Резултат   |
| ------ | ------------------------ | -------------------------------- | -------------------------- | ---------- |
| 2012   | Mnet 20's Choice Awards  | „Най-добър стил“                 |                            | номинирана |
| 2012   | KBS Music Awards         | „Най-добър член на женска група“ |                            | номинирана |
| 2013   | 6th Korea Drama Awards   | „Най-добра нова актриса“         | „Агенция за срещи Сирано“  | номинирана |
| 2013   | 6th Style Icon Awards    | „Най-добър кей стил“             |                            | спечелена  |
| 2013   | SBS Entertainment Awards | „Новобранец в МС категория“      | „TV Entertainment Tonight“ | спечелена  |
| 2014   | MBC Drama Awards         | „Най-добра актриса в минисерии“  | „Пролетта в моя живот“     | спечелена  |
| 2014   | MBC Drama Awards         | „Най-добра двойка“               | „Пролетта в моя живот“     | номинирана |
| 2015   | 8th Korea Drama Awards   | „Най-добра актриса“              | „Пролетта в моя живот“     | спечелена  |